# Китаб ал-идрак ли-лисан ал-атрак
«Кита́б ал-идра́к ли-лиса́н ал-атра́к» (араб. كتاب الإدراك للسان الأتراك‎ — «Книга разъяснений о тюркском языке») — учебное пособие по грамматике языка мамлюкских кыпчаков, написанное арабским грамматиком Абу Хайяном аль-Гарнати (1256—1344).
Автор «Китаб ал-идрак» был выходцем из племени берберов, родился в культурно-административном центре Гранадского эмирата в аль-Андалусе (Испания) — городе Гранада. После конфликта со своим наставником покинул родные земли и отправился на Восток. Преподавал в Каире филологию и Коран. Получил прозвище «повелитель правоверных в грамматике арабского языка» (араб. أمير المؤمنين في النحو‎).
Арабские грамматики нечасто интересовались другими языками, помимо арабского. Причиной внимания Абу Хайяна к тюркскому языку может быть культурная политика мамлюкских султанов, правивших Египтом, направленная на разрушение представления о «диких» и «грубых» тюрках, распространённого среди учёных арабов и которое угрожало легитимности правящего класса тюркского происхождения (мнение Дж. Ланчони). Вторая часть «Китаб ал-идрак», посвящённая теоретической грамматике языка мамлюкских кыпчаков, показывала, что он не менее упорядочен, чем арабский. Перу Абу Хайяна принадлежат несколько трудов о мамлюкско-кыпчакском языке: «Книга, собравшая цветы грамматики тюркского языка», «Глаголы тюркского языка», «Жемчужины грамматики тюркского языка», «Книга разъяснений о тюркском языке». До наших ней дошла только последняя книга.
Работу над книгой Абу Хайян закончил 18 декабря 1312 в медресе муллы Салиха в Каире. Оригинал книги не сохранился, существуют две копии. Одна из них сделана в 1335 году неизвестным автором. Объем: 132 страницы. По-видимому, у копии книги было много читателей, так как на её страницах, по краям, между строк записано много слов, предложений, букв (всего около тысячи). Вторую копию сделал в 1402 году Ахмад ибн аш-Шафи’. Объём: 194 страниц. Между двумя копиями есть небольшие различия. Обе копии хранятся в Турции, одна — в библиотеке Баязыт под № 2896, другая — в библиотеке Стамбульского университета под № 3856.
Рукопись «Китаб ал-идрак» была впервые опубликована в 1891 году в Стамбуле Мустафа-беем, содержит ошибки и не является полной. Второй раз издана Ахмедом Джафароглу в 1931 году там же. Английский перевод Роберта Эрмерса под названием «Arabic Grammars of Turkic» был издан в Лейдене в 1999 году и опирается на вариант Джафароглу.
Книга состоит из двух частей: словарной и грамматической. Кыпчакско-арабский словарь содержит имена и глаголы, всего около 3,5 тысяч слов. Грамматическая часть содержит фонетику и морфологию (состоит из 78 частей). Автор указывает, что в исследуемом языке 32 звука: б, ж, н — «правильно произносимые», п, ч, ң, к — «неправильно произносимые» (в арабском языке звуки б, ч, ң не произносятся). Грамматическую часть автор разделяет на три группы: «имена», «глаголы», «дополнения», и рассматривает их по отдельности.
В словарной части каждое слово даётся по порядку, в сравнении с вариантами в других языках, а также по возможности точным указанием его происхождения и изменений. «Тюркским» языком Абу Хайян называет один из кыпчакских диалектов с огузскими элементами. Автор иногда упоминает различия между диалектами тюркского — «кыпчакским» и «туркменским». Также он упомянул об особенностях туркестанского, хорезмского, татарского, булгарского и токсобичского говоров.
«Китаб ал-идрак» имеет большое значение в мировой тюркологии. Книга Абу Хайяна, которая содержит теоретическую грамматику тюркского (мамлюкско-кыпчакского) языка, является первой в своём роде. Все авторы до него ограничивались лишь составлением списков тюркских слов.